# ميخائيل تيخونرافوف
ميخائيل كلافديفيتش تيخونرافوف (بالروسية: Михаи́л Кла́вдиевич Тихонра́вов) (29 يوليو 1900 - 3 مارس 1974) كان مهندس طيران وفضاء وعالمًا سوفيتيًّا، قدم مجهودات رائدة في تصميم المركبات الفضائية والصواريخ.

## السيرة
ولد فلاديمير في روسيا. والتحق بأكاديمية چوكوفسكي للقوات الجوية من 1922 إلى 1925، حيث تعرف على أفكار قسطنطين تسيولكوفسكي حول الطيران الفضائي. بعد التخرج وحتى عام 1931 عمل في عدد من منشآت صناعة الطيران وشارك في تطوير طائرات شراعية. من 1931، ركز جهوده على تطوير الصواريخ. في 1932، التحق بمجموعة دراسة الحركة التفاعلية، وكان قائدًا لإحدى كتائبها الأربع. بنت كتيبته صاروخ جيرد-09، الذي كان وقوده من الأكسجين السائل والجازولين، وانطلق هذا الصاروخ في 17 أغسطس 1933.
من 1938 عمل تيخونرافوف على أبحاث محركات الصواريخ التي تعمل بالوقود السائل وطور صواريخًا لأغراض أبحاث طبقات الغلاف الجوي العليا. في نهاية عقد 1930، توقفت الأبحاث حول محركات صواريخ الوقود السائل. اهتم بتطوير الصواريخ بعيدة المدى منذ بداية الأربعينيات. وخلال الحرب العالمية الثانية عمل على تطوير دقة قاذفة الصواريخ كاتيوشا، كما عمل على مشاكل الديناميكا الهوائية للطائرة الصاروخية السوفيتية كوستيكوف 302 بي. من أغسطس 1944، كان ضمن لجنة من الخبراء السوفيت الذين بحثوا ودرسوا بقايا صواريخ أيه-4 الألمانية بهدف إعادة إنتاجها في الاتحاد السوفيتي.
ظل تيخونرافوف في عمله في مجموعة دراسة الحركة التفاعلية إلى أن تطورت إلى المعهد العلمي للمحرك التفاعلي، الذي كان يبحث في مجال الدفع النفاث. في 1946، أصبح نائب مدير معهد البحث العلمي رقم 4 التابع لأكاديمية علوم المدفعية، وهناك طور المشروع في آر-190، في هذا المشروع عمل الباحثون على دراسة الصواريخ التي يمكن أن تضع الإنسان في رحلة فضاء دون مدارية. في 1948، اقترح تيخونرافوف نوعًا من الصواريخ متعددة المراحل تعمل فيه المحركات بالتوازي من أجل تحقيق مدى تحليق أكبر. هذا النوع من الصواريخ كان يدعى الصاروخ المحزم أو صاروخ الحزمة. قابل قطاع من المجتمع العلمي اقتراحه بسخرية؛ إذ كان الاعتقاد في ذلك الوقت أن 1000 كلم هو أكبر مدى ممكن للصواريخ. قاد فريقًا في معهد بحثي حيث أجريت دراسات حول صواريخ الحزمة، حركة الأقمار الاصطناعية في المدار، وبرامج التحكم المثلى لإطلاق المركبات إلى المدار، ومسارات إعادة الدخول إلى الأرض والدروع الحرارية. في 1956، نقل سيرجي كروليوف ميخائيل وفريقه (ومن ضمنهم مستيسلاف كيلدش) إلى مكتبه، أو كا به-1، مكتب التصميم التجريبي رقم 1. صمم تيخونرافوف وفريقه سبوتنك-3 ولونا-1 ولونا-3 ولونا-4 والمسابير الأولى لكوكبي الزهرة والمريخ.
بعد إطلاق القمر الاصطناعي سبوتنك-1 ومركبة تحمل حيوانًا إلى الفضاء، تلقى تيخونرافوف وعدد آخر من العلماء جائزة لينين في 1957.
ينسب إليه ابتكار كلمة كازمانافت ومعناها رائد الفضاء، والتي أصبحت تستخدم للإشارة لرواد الفضاء في اللغة الروسية. كما يشيع في الإعلام الإنجليزي استخدام تحوير لها بلفظ كازمانوت للإشارة إلى رواد الفضاء السوفيت والروس خصوصًا.
من العام 1962، عمل بالتدريس بصفة بروفيسور في معهد موسكو للطيران.

## الجوائز والتكريم
- تكريمًا لتيخونرافوف سميت باسمه فوهة تيخونرافوف على المريخ.
- وسام الحرب الوطنية العظمى (الدرجة الثانية)
- وسام الراية الحمراء
- جائزة لينين
- بطل العمل الاشتراكي

## استشهادات
1. 1 2 3  А. М. Прохорова, ed. (1969), Большая советская энциклопедия: [в 30 т.] (بالروسية) (3rd ed.), Москва: Большая российская энциклопедия, Тихонравов Михаил Клавдиевич, OCLC:14476314, QID:Q17378135
2. ↑  "Mikhail K. Tikhonravov" (بالإنجليزية). New Mexico Museum of Space History. Retrieved 2023-07-17.
3. ↑  Space Pioneers Enshrined (بالإنجليزية), Las Vegas, 6 Oct 1976, p. 6, QID:Q55284879{{استشهاد}}:  صيانة الاستشهاد: مكان بدون ناشر (link)
4. ↑  "The Man Behind the Curtain". Air and Space Magazine. نوفمبر 2007. مؤرشف من الأصل في 2021-04-13. اطلع عليه بتاريخ 2021-09-21.
5. ↑  Matthias Uhl, Stalins V-2. Der Technologietransfer der deutschen Fernlenkwaffentechnik in die UdSSR und der Aufbau der sowjetischen Raketenindustrie 1945 bis 1959 (بالألمانية), Bonn: Bernard & Graefe Verlag, pp. 33,54, ISBN:978-3-7637-6214-9
6. ↑  Brzezinski، Matthew (2007). Red Moon Rising: Sputnik and the Hidden Rivalries That Ignited the Space Age. New York: Henry Holt & Co. ص. 108. ISBN:978-0-8050-8147-3. مؤرشف من الأصل في 2022-07-11.
7. ↑  Gruntman، Mike (2004). Blazing the Trail: The Early History of Spacecraft and Rocketry. Reston, VA: المعهد الأمريكي للملاحة الجوية والفضائية. ص. 326. ISBN:9781563477058. مؤرشف من الأصل في 2021-04-29.